# Aleksander Prystor
Aleksander Błażej Prystor né le 2 janvier 1874 à Vilno, mort en 1941 à Moscou est un militaire et homme d'État polonais. Il est président du Conseil des ministres de Pologne de 1931 à 1933.